# Les Farces d'Emil
Pour plus de détails, voir Fiche technique et Distribution.
Les Farces d'Emil (en letton : Emīla nedarbi) est un téléfilm letton réalisé par Varis Brasla, sorti en 1985. Il est adapté du livre Zozo la tornade d'Astrid Lindgren. Le film a reçu le prix du meilleur film au festival du film letton Lielais Kristaps.

## Synopsis
Les Svenson - père, mère, et leurs enfants Emil et Ida - habitent une ferme dans le canton de Katthult en Suède. Emil, un garçon intrépide, n'est jamais à cour d'idées pour rendre service à sa famille et aux personnes de rencontre. Le jour du marché, les Svenson accompagnés de leurs deux domestiques Alfred et Lina, se rendent au marché annuel et profitant de ce voyage projettent de passer voir une proche parente, la tante Petrelle, pour lui emprunter de l'argent, pour acheter un cheval. Emil a pour consigne de rester sage, poli et serviable ce qu'il va mettre en pratique à sa manière.

## Fiche technique
- Titre : Les Farces d'Emil
- Titre original : Emīla nedarbi
- Réalisation : Varis Brasla
- Scénario : Alvis Lapiņš d'après le livre d'Astrid Lindgren Emil i Lönneberga
- Photographie : Dāvis Sīmanis
- Montage : Signe Šķila
- Musique : Imants Kalniņš
- Direction artistique : Gunars Zemgals
- Costumes : Skaidra Deksne
- Maquillage : Rima Aboltina
- Son : Anna Patrikeyeva
- Langue : letton
- Format : couleur
- Pays d'origine : Lettonie
- Genre : film pour enfants
- Durée : 67 minutes
- Sortie : 1985

## Distribution
- Māris Zonnenbergs-Zambergs : Emil Svenson[2]
- Harijs Liepiņš : Emil adulte
- Madara Dišlere : Ida, sœur d'Emil
- Dace Everss : Alma Svenson, mère d'Emil
- Uldis Dumpis : Anton Svenson, père d'Emil
- Diāna Zande : Līna, domestique
- Rūdolfs Plēpis : Alfred, homme à tout faire
- Vija Artmane : gérante du foyer d'hébergement
- Dina Kuple : Maya
- Ēvalds Valters : Joke
- Olga Krūmiņa : Mme Petrel
- Jānis Bulavs : épisode